# Interest.me
interest.me (인터레스트미)는 CJ E&M에서 런칭한 온라인 콘텐츠 큐레이션 서비스이다.
해외의 유명 사이트인 Pinterest를 국내의 환경에 맞게 벤치마킹했으며, CJ E&M은 interest.me를 자사의 최상위 도메인으로 활용하고 있다.